# Eristalis vitripennis
Eristalis vitripennis är en tvåvingeart som beskrevs av Gabriel Strobl 1893. Eristalis vitripennis ingår i släktet slamflugor, och familjen blomflugor.
Artens utbredningsområde är Österrike. Inga underarter finns listade i Catalogue of Life.